# Aztlán 2.ª Sección (El Corcho)
Aztlán 2.ª Sección (El Corcho) es una localidad del municipio de Centro ubicado en la subregión centro del estado mexicano de Tabasco.

## Geografía
La localidad de Aztlán 2.ª Sección (El Corcho) se sitúa en las coordenadas geográficas 18°05′41″N 92°44′47″O / 18.094722, -92.746389, a una elevación de 10 metros sobre el nivel del mar.

## Demografía
Según el Conteo de Población y Vivienda 2020, efectuado por el Instituto Nacional de Estadística y Geografía, la localidad de Aztlán 2.ª Sección (El Corcho) tiene 303 habitantes, de los cuales 155 son del sexo masculino y 148 del sexo femenino. Su tasa de fecundidad es de 2.38 hijos por mujer y tiene 91 viviendas particulares habitadas.
| Gráfica de evolución demográfica de Aztlán 2.ª Sección (El Corcho) entre 1970 y 2020 |
|                                                                                      |
| INEGI.                                                                               |